# Tuonetar
Tuonetar, en la mitologia finesa, és la sobirana del món subterrani o del regne de les tenebres i de la mort. Ella és la filla, o esposa, (o ambdues) de Tuoni, el senyor de la mort, amb qui ella tutela a l'inframón (Tuonela).
Quan els morts arriben al seu regne, ells són els seus amables amfitrions i s'esmercen per oferir, als seus hostes dilectes, com a benvinguda, una gerra plena de granotes i de cucs. A les cerimònies d'acollida dels recent morts, també hi participen els fills i parents dels senyors de Tuonela.
En una cançó del segle xvi, Väinämöinen arriba al seu regne. Tuonetar està encantada d'oferir-li una daurada copa de cervesa, però quan és a prop pot veure que en realitat és una poció negra feta d'ous de granota, serps joves verinoses, llangardaixos, escurçons i cucs - John Croumbie Brown. Si una persona beu aquesta infusió, coneguda com la cervesa de l'oblit, aquesta oblida que alguna vegada va existir i des de llavors és impossible tornar a la terra dels vius, només a Tuonetar i els fills de Tuoni se'ls va permetre deixar Tuonela.
Quan Väinämöinen li demana a Tuonetar que reveli les tres paraules màgiques que està buscant, ella refusa i promet que ell mai no deixarà Tuonela viu. Aleshores ella el deixa adormit amb la seva vareta màgica i fa que el seu fill de tres dits teixeixi mil xarxes de ferro i coure per atrapar-lo si intenta escapar pel riu Tuoni. Väinämöinen aconsegueix escapar-se convertint-se en una serp i nedant a través de les xarxes, i quan torna a Kalevala adverteix a la gent que mai pequin per no acabar a Tuonela.
Tuonetar és reconeguda com la donzella de la mort i la deïtat dels mons subterranis. Ella és considerada, també, la mare de Kipu-tyttö, Kivutar, Vammatar, Kalma, i Loviatar, germana de Louhi, així com de nombroses plagues, malalties, dimonis i monstres.